# Lamborghini Countach
De Lamborghini Countach is een sportauto geproduceerd door de Italiaanse autobouwer Lamborghini van 1974 tot 1990. Het ontwerp van de Countach was niet het eerste met een zeer scherpe wigvorm, maar maakte dit wel populair voor superauto's. Het concept waarbij de zitplaatsen naar voren gebracht werden om een grotere motor toe te laten werd ook populair door de Countach.

## Geschiedenis
Rond 1970 begon men bij Lamborghini te werken aan een opvolger voor de succesvolle Lamborghini Miura. Deze had een vooruitstrevend ontwerp en rijprestaties maar het succes was op z’n retour, mede door de concurrentie. De ontwikkeling van de Countach werd geleid door hoofdingenieur Paolo Stanzani, Marcello Gandini van het ontwerpbureau Bertone en testcoureur Bob Wallace. Men was het erover eens dat ook deze auto weer een trendsettend ontwerp moest krijgen, niet alleen als blikvanger maar ook in aerodynamica.
Het prototype van de Countach werd in 1971 aan het publiek voorgesteld op de Autosalon van Genève: de LP 500 Countach. LP staat voor Longitudinale Posteriore, de 500 verwijst naar de cilinderinhoud van 5 liter en Countach is Piëmontees dialect voor verbazingwekkend, prachtig. Het design van Marcello Gandini en was duidelijk gebaseerd op de Alfa Romeo 33 Carabo, een conceptwagen die Gandini een paar jaar eerder had ontworpen voor Alfa Romeo. Net zoals de Carabo had de Countach deuren die omhoog open gingen en niet zijwaarts, een systeem dat typisch zou worden voor Lamborghini en dat nu nog gebruikt wordt in de Lamborghini Aventador. Het prototype had een betere wegligging dan de Miura.

### LP 400

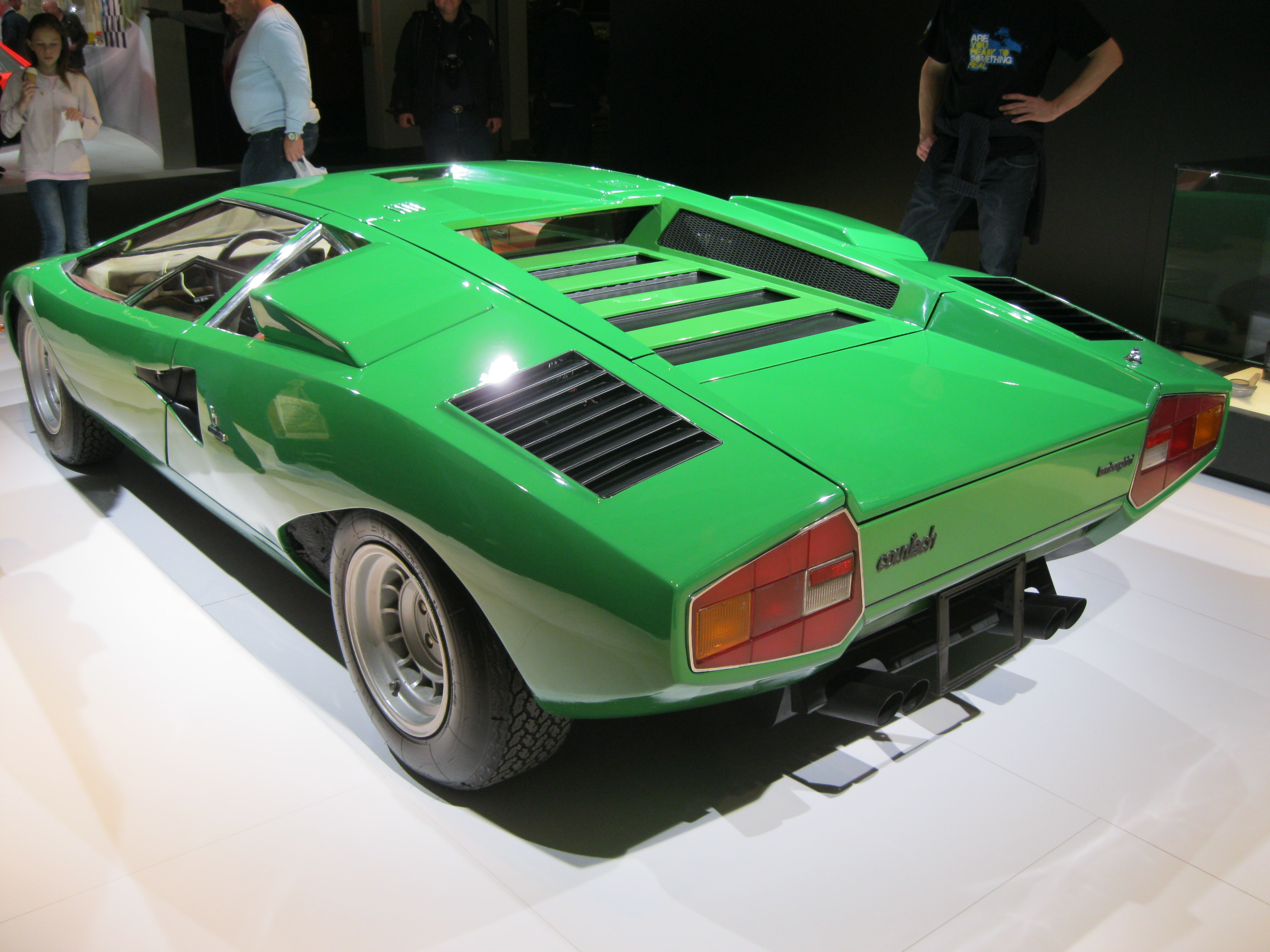
Een LP400. In het dak is de opening van de periscoop voor de achteruitkijkspiegel te zien.

De 5 liter V12-motor hield het echter niet lang vol en bleek niet betrouwbaar genoeg voor productie. De motor werd verkleind naar 4 liter (375 pk) en de Countach kreeg twee grote luchthappers op zijn "schouders" die voor extra koeling moesten zorgen. Twee jaar na de LP 500 werd de LP 400 voorgesteld op het autosalon van Genève. Omdat het zicht via de kleine achterruit zeer beperkt was werd de auto uitgerust met een achteruitkijkspiegel met een kleine periscoop die in het dak verwerkt was. Latere modellen zouden deze periscoop niet meer krijgen maar wel grotere buitenspiegels. Na nog wat tests en kleinere aanpassingen werd de uiteindelijke productieversie in 1974 voorgesteld in Genève en in april van dat jaar geleverd aan de eerste klanten.

### LP 400 S
Walter Wolf, een Formule 1-teambaas, paste zijn LP 400 Countach iets aan. Zijn Countach kreeg bredere banden, opnieuw een 5 liter-motor en een verbeterde ophanging. Lamborghini nam zijn modificaties voor een deel over bij de productie van de LP 400 S. De motor bleef echter een 4 liter V12. Wolf voegde even later nog de grote spoiler toe aan zijn Countach en ook dit werd op vraag van klanten weer overgenomen door Lamborghini. De spoiler gaf de auto een sneller uiterlijk maar verminderde het zicht naar achteren nog meer. Ook werden de spatborden verbreed.

### LP 500 S / LP 5000 QuattroValvole

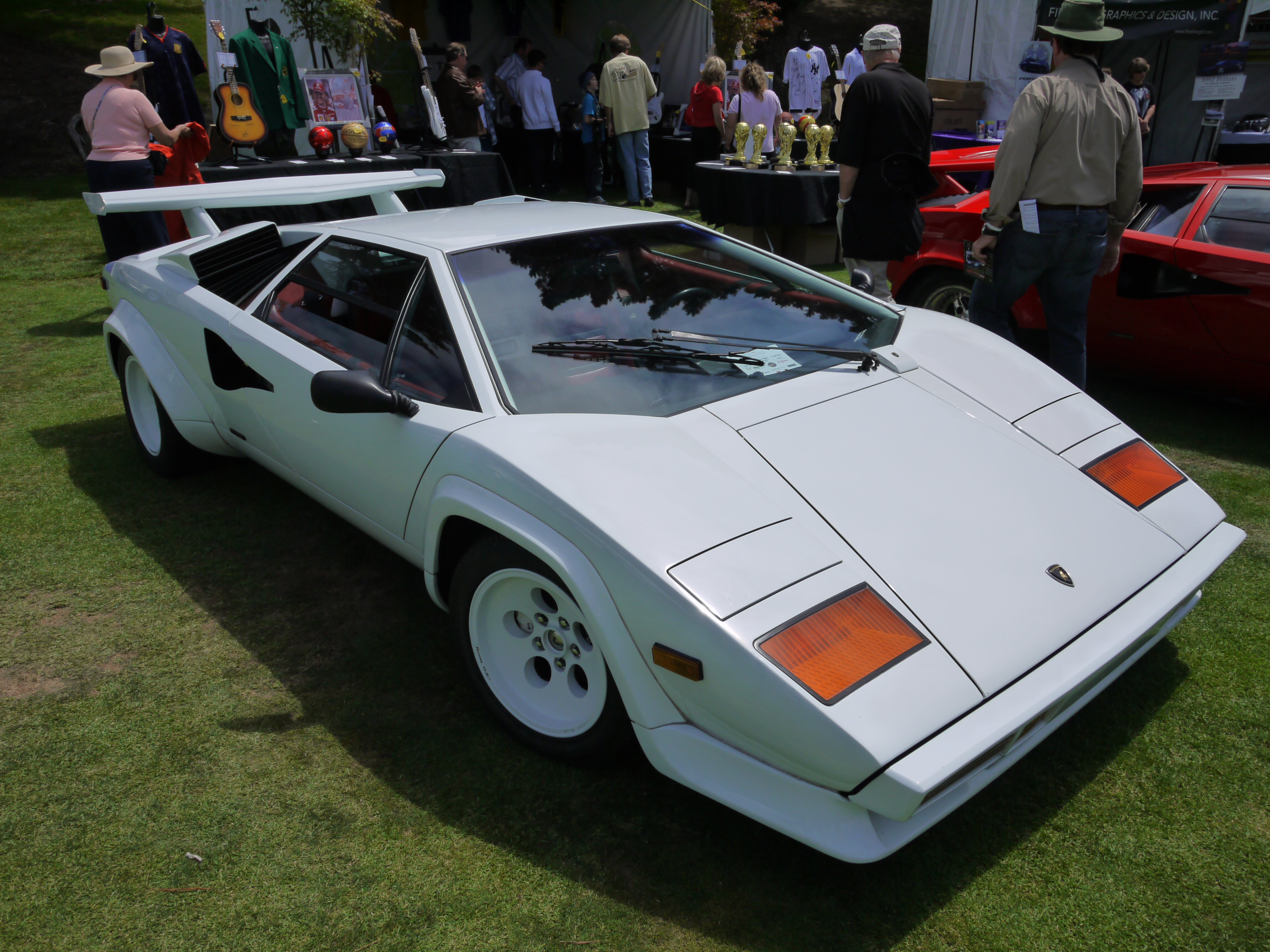
Een Lamborghini LP 500 S, met de voor latere modellen typerende spoiler en brede spatborden.

Ondertussen had eeuwige rivaal Ferrari met de 512 BB hun nieuwe boxer 12 cilinder op de markt gebracht, die sneller bleek te zijn dan de Countach. Als reactie hierop werd in 1982 de cilinderinhoud van de Countach vergroot naar de oorspronkelijke 5 liter (4754 cc). De naam veranderde van LP 400 S naar LP 500 S of in latere versies LP 5000 S. Het antwoord van Ferrari liet niet lang op zich wachten en in 1984 zag de Ferrari Testarossa het levenslicht. Een jaar later kwam Lamborghini op het autosalon van Genève met de Countach LP5000 QuattroValvole, de laatste grote update van de wagen. De cilinderinhoud werd verder vergroot tot 5167 cc en de motor leverde een maximaal vermogen van 455 pk, ruimschoots boven de 390 pk van de Testarossa.

### 25th Anniversary
Om in 1988 de 25e verjaardag van Lamborghini te vieren werd op basis van de QuattroValvole een laatste versie van de Countach ontwikkeld. De Countach werd iets minder agressief gemaakt en was beter geschikt voor alledaags gebruik.

## In populaire media
- De Lamborghini Countach speelde een belangrijke rol in de films The Cannonball Run 1, 2 en 3.
- De Countach was een van de auto's in het racespel Test Drive (1987) en verscheen in 2007 in Test Drive Unlimited, ditmaal als auto in een uitbreidingspakket.
- De Countach is meerdere malen onder de loep genomen in het Britse televisieprogramma Top Gear. De Countach werd zowel geprezen als bekritiseerd. De auto werd vergeleken met haar concurrenten, de Ferrari Berlinetta Boxer en de Ferrari Testarossa. Er werd benoemd dat Lamborghini veel minder middelen had om de auto te ontwikkelen dan Ferrari en toch met een concurrerend product kwam. James May noemde de auto een van z'n twee jeugdiconen (het andere icoon was een poster genaamd Tennis Girl van fotograaf Martin Elliott). Na in de Countach rondgereden te hebben was hij minder enthousiast. De auto was te krap, door de slechte ventilatie was het te warm en rook alles naar benzine, het schakelen was te zwaar en hij had last van het motorlawaai. Ook het inparkeren bleek problematisch doordat er nauwelijks zicht naar achteren was. Dit laatste probleem kon worden opgelost door achterover uit de auto te hangen.
- In de film The Wolf of Wall Street uit 2013 rijdt hoofdpersoon Jordan Belfort (Leonardo DiCaprio) onder invloed van drugs naar huis, waarbij hij zijn Countach zwaar beschadigt. De filmmakers gebruikten voor deze scène een originele Lamborghini Countach 25th Anniversary, in plaats van (wat in de filmindustrie gebruikelijk is) een replica.[1]

## Galerij

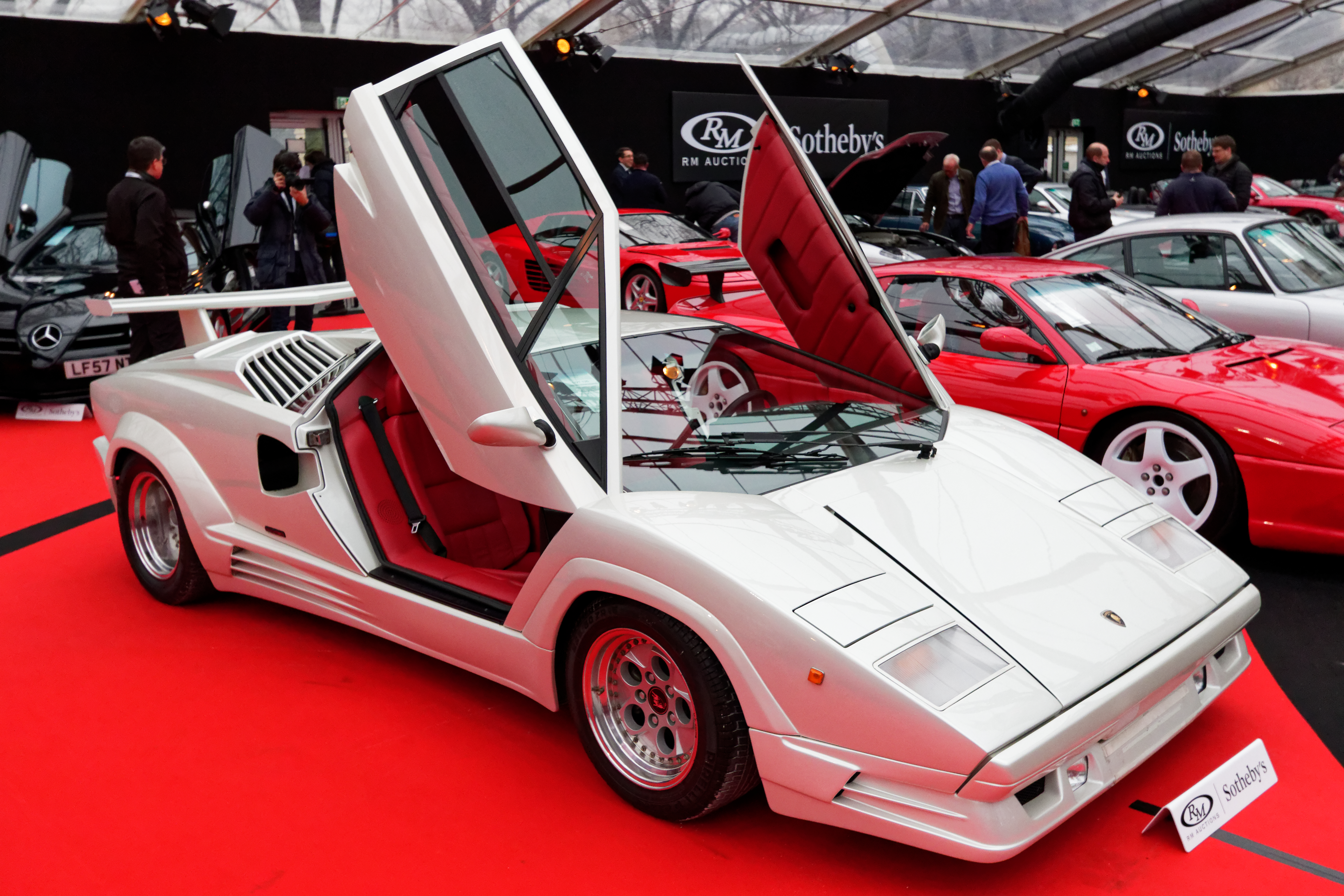
Een model ter ere van de 25e verjaardag.
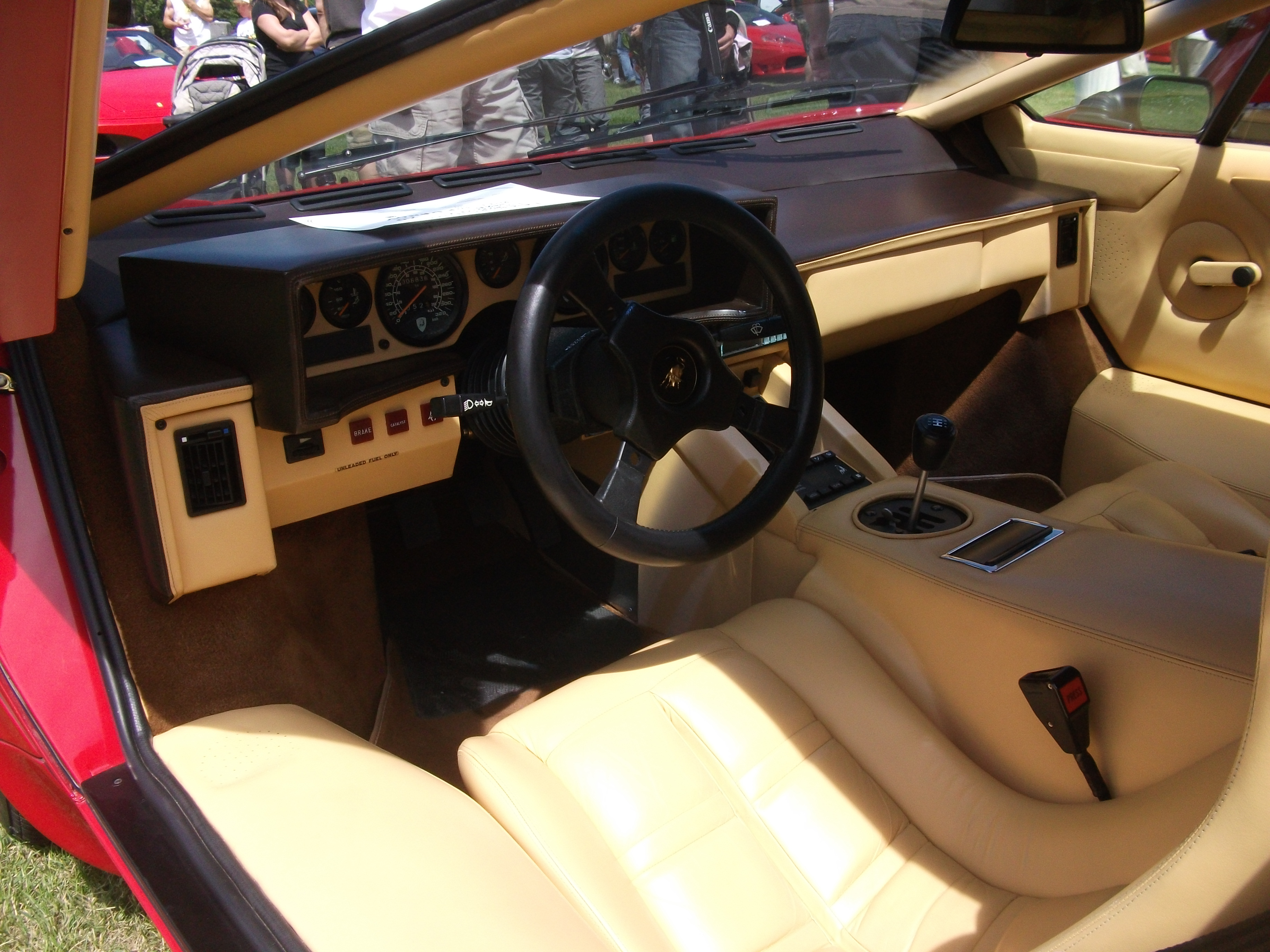
Het dashboard van een Countach LP 500 QuattroValvole.
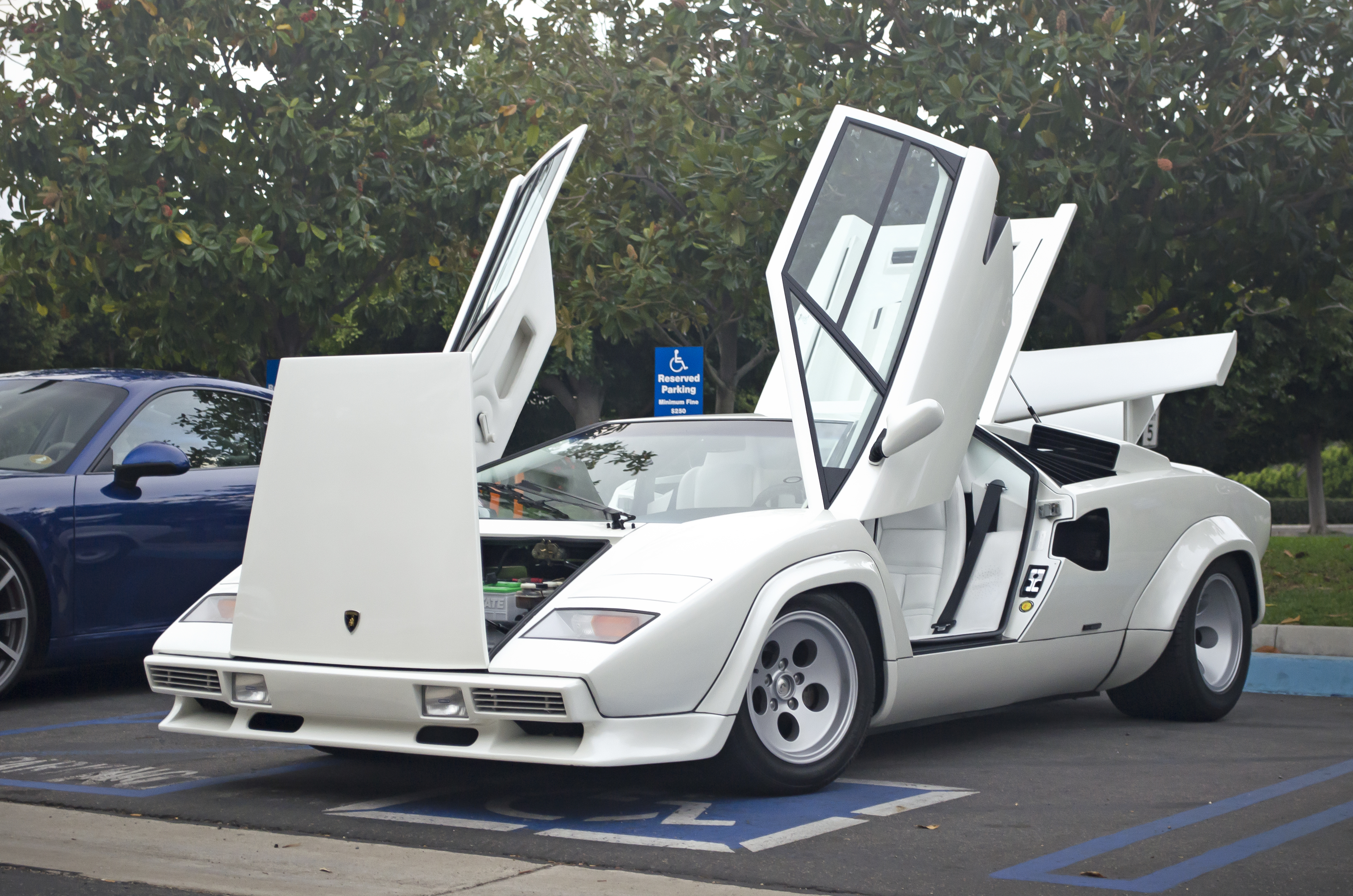
Een Countach LP 500 QuattroValvole met alle deuren en kleppen geopend.

Huidige modellen:
Huracán ·
Aventador ·
Urus
Uitvoeringen Lamborghini Gallardo:
Coupé ·
SE ·
Spyder ·
Superleggera ·
LP560-4 ·
LP560-4 Spyder ·
LP550-2 Valentino Balboni ·
LP570-4 Superleggera
Uitvoeringen Lamborghini Murciélago:
Coupé ·
Roadster ·
40th Anniversary ·
LP640 ·
LP640 Roadster ·
LP650-4 Roadster ·
LP670-4 SV ·
Reventón ·
Reventón Roadster
Oudere modellen:
350 GT · 
400 GT · 
Miura · 
Espada · 
Flying Star II · 
Islero · 
Jarama · 
Urraco · 
Countach · 
Silhouette · 
Jalpa · 
LM002 · 
Diablo · 
Murciélago ·
Gallardo
Concepten:
Alar ·
Asterion ·
Athon ·
Estoque ·
Sesto Elemento ·
Portofino